# Tamswegi járás
Tamswegi járás (németül Bezirk Tamsweg) Salzburg tartomány 6 közigazgatási egységének egyike Ausztriában, amely megegyezik Lungau tájegységgel. Nyugaton Pongau, északon és keleten Stájerország, délen pedig Karintia határolja.

## Története
Lungau területe az i. e. 2. századtól a kelta Noricum királysághoz tartozott. I. e. 15-ben foglalták a rómaiak. A 8. századtól a bajoroké, a 13. századtól a salzburgi érseké. 1803-ban újra megszerzik a bajorok, majd 1816-ban a Habsburgoké lett. 1880-ban Salzburg legszegényebb területe volt, elsősorban elzártsága miatt. A viszonylagos fellendülést az A10-es autópálya és a turizmus hozta el.

## Közigazgatási egységei
| Községek | Községek                                                                       |
| --- | ------------------------------------------------------------------------------ |
| |                                                                                |
| \| 1. Göriach 2. Lessach 3. Mariapfarr 4. Mauterndorf 5. Muhr 6. Ramingstein 7. Sankt Andrä im Lungau 8. Sankt Margarethen im Lungau 9. Sankt Michael im Lungau \| 10. Tamsweg 11. Thomatal 12. Tweng 13. Unternberg 14. Weißpriach 15. Zederhaus \| |                                                                                |
| 1. Göriach 2. Lessach 3. Mariapfarr 4. Mauterndorf 5. Muhr 6. Ramingstein 7. Sankt Andrä im Lungau 8. Sankt Margarethen im Lungau 9. Sankt Michael im Lungau                                                                                         | 10. Tamsweg 11. Thomatal 12. Tweng 13. Unternberg 14. Weißpriach 15. Zederhaus |

A kerülethez 15 község tartozik, melyek közül 4 mezővárosi ranggal rendelkezik (Marktgemeinde).

### Mezővárosok
- Mariapfarr (2213)
- Mauterndorf (1850)
- Sankt Michael im Lungau (3590)
- Tamsweg (5936)

### Községek
- Göriach (371)
- Lessach (575)
- Muhr (631)
- Ramingstein (1388)
- Sankt Andrä im Lungau (738)
- Sankt Margarethen im Lungau (771)
- Thomatal (341)
- Tweng (310)
- Unternberg (1000)
- Weißpriach (335)
- Zederhaus (1250)